# Кравцов В'ячеслав Валерійович
В'ячеслав Валерійович Кравцов (25 серпня 1987, Одеса) — український професіональний баскетболіст. Грає на позиції центрового. Гравець Національної збірної України з баскетболу. Майстер спорту України міжнародного класу (з січня 2014).

## Кар'єра

### Клубна
В'ячеслав Кравцов виступав за українські клуби БК «Київ» і БК «Донецьк». За час виступів в Україні тричі (сезони 2009-2010, 2010-2011, 2011-2012) ставав найкращим центровим Суперліги. У сезоні 2011/12 Суперліги Кравцов в середньому за гру набирав 10,6 очка і робив 5,5 підбору і 1,6 блок-шота і разом з БК Донецьк завоював золоті медалі чемпіонату України
У 2009 році виставляв свою кандидатуру на драфт НБА, але не був обраний. У 2010 році грав за «Бостон Селтікс» в матчах Літньої ліги НБА. Перед початком сезону НБА 2012/2013 підписав дворічний контракт з клубом «Детройт Пістонс», сума операції склала $ 3 млн. Дебютував у складі нової команди 21 грудня 2012 в матчі проти «Вашингтон Візардс», провів на майданчику 6 хвилин, набрав 3 очки, а його команда отримала переконливу перемогу над аутсайдером з рахунком 100-68.
В'ячеслав Кравцов став першим новачком «Пістонс», з числа не обраних на драфті, якому вдалося зробити дабл-дабл. 22 лютого в матчі з «Індіаною» він набрав 14 очок і зробив 10 підборів за 29 хвилин на паркеті.
Всього в сезоні 2012/2013 В'ячеслав відіграв за «Пістонс» в 25 матчах, в яких приносив своїй команді в середньому 3,1 очка і робив 1,8 підбору за 9 хвилин на паркеті. Реалізація кидків з гри українського центрового склала 71,7%.
30 липня 2013, В'ячеслав Кравцов, разом з Брендоном Найтом і Крісом Міддлтоном був обміняний в команду «Мілвокі Бакс» на розігруючого Брендона Дженнінгса. 29 Серпня того ж року Кравцов і Иш Сміт були обмінені в Фінікс Санз на Керон Батлера.
Влітку 2015 став вільним агентом. У вересні взяв участь у Київському марафоні на дистанції 2 кілометри «БіжіДопоможі». Під час якого заявив що знаходиться в пошуку нового клубу і не розглядає варіанти в Україні. 
1 жовтня 2015 підписав однорічний контракт з московським ЦСКА  Перший матч за новий клуб провів в 1/2 фіналу Кубка Гомельського проти іспанської "Кахи Лабораль". Відзначився 4 набраними очками, 4 підбираннями та 1 блок-шотом .
У вересні 2020 року В'ячеслав Кравцов підписав контракт з БК "Дніпро".

### Міжнародна
В'ячеслав Кравцов також є гравцем збірної України з баскетболу, дебютував за яку в 2006 році. У складі збірної брав участь у чемпіонаті Європи з баскетболу 2011 року, по ходу якого приносив своїй команді 7,0 очка і 6,6 підбору за гру, при реалізації 61,1% з гри. Найкращим для В'ячеслава став матч проти збірної Бельгії, в якому він приніс українській команді 13 очок і 16 підбирань, при реалізації 83,3% (5 з 6 кидків).
У 2013 році Кравцов виступав за збірну України на своєму другому Чемпіонаті Європи. У 10 матчах словенського Євробаскету В'ячеслав приносив українській команді 7,4 очка + 4.5 підбирання + 2,0 блокшота в середньому за гру. Найкращим матчем на єврофорумі для В'ячеслава стала гра чвертьфіналу проти Хорватії, в якій центровий відзначився наступною статистикою: 15 очок + 4 підбирання + 3 блокшота, реалізувавши 6 з 8 кидків з гри, а також 3 з 4 штрафних кидків.
Станом на 1 січня 2024 року є рекордсменом збірної України за проведеними іграми (82), набраними очками (606) та підбираннями (375).

## Досягнення

### Клубні
«Київ»
- Чемпіон України: 2005
- Срібний призер чемпіонату України: 2006, 2007, 2008

 «Донецьк»
- Срібний призер чемпіонату України : 2011
- Чемпіон України  : 2011

### Індивідуальні
- MVP «Фіналу чотирьох» Кубка Суперліги: 2010
- Найкращий український гравець Суперліги за версією iSport.ua: 2010
- Учасник матчу всіх зірок Суперліги: 2008, 2009, 2010, 2011, 2012

## Сім'я
Одружений з українською моделлю Еліною Руденко.
8 лютого 2021 року у пари народилася донька Меліса .